# Kinvara
Kinvara (en irlandais : Cinn Mhara) est un village d'Irlande dans le comté de Galway.

## Histoire

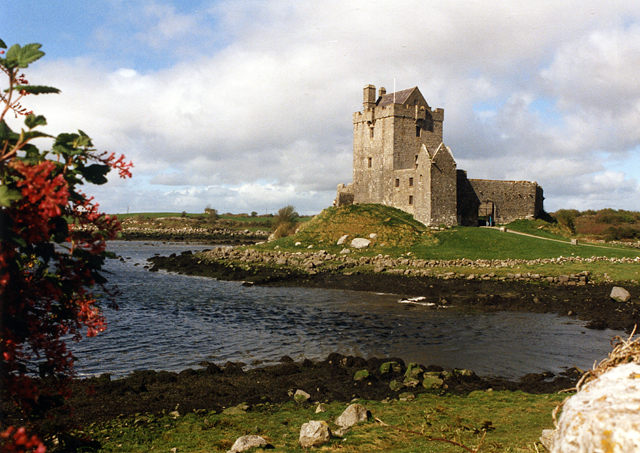
Château de Dunguaire à Kinvara

## Personnalité
- Florimond de Basterot (1836-1904), explorateur, y est décédé.